# Калтак (село)
Калтак (кирг. Калтак) — село в Кадамжайском районе Баткенской области Кыргызстана. Входит в состав айылного аймака Уч-Коргон.

## География
Село расположено в восточной части области, к востоку от реки Исфайрамсай, на расстоянии приблизительно 32 километров (по прямой) к северо-востоку от города Кадамжай, административного центра района. Абсолютная высота — 975 метров над уровнем моря.

## Население
Согласно оценочным данным Национального статистического комитета Кыргызской Республики, численность населения села на начало 2023 года составляла 1930 человека.
| год     | 2009 | 2014 | 2015 | 2020 | 2021 | 2023 |
| ------- | ---- | ---- | ---- | ---- | ---- | ---- |
| человек | 1297 | 1227 | 2759 | 1839 | 1869 | 1930 |